# Согетинський сільський округ
Согети́нський сільський округ (каз. Сөгеті ауылдық округі, рос. Согетинский сельский округ) — адміністративна одиниця у складі Єнбекшиказахського району Алматинської області Казахстану. Адміністративний центр — село Нура.
Станом на 1989 рік існувала Нуринська сільська рада (села Бартогай, Кокпек, Нура) колишнього Чиліцького району. До 2010 року сільський округ називався Нуринським.
Населення — 2891 особа (2021; 4176 у 2009, 3163 у 1999, 3537 у 1989).

## Склад
До складу округу входять такі населені пункти:
| Населений пункт | Населення, осіб (1989) | Населення, осіб (1999) | Населення, осіб (2009) | Населення, осіб (2021) |
| --------------- | ---------------------- | ---------------------- | ---------------------- | ---------------------- |
| Бартогай, село  | 58                     | -                      | -                      | -                      |
| Кокпек, село    | 89                     | 84                     | 74                     | 74                     |
| Нура, село      | 3390                   | 3079                   | 4102                   | 2817                   |